# Campbell (Mondkrater)
Campbell ist ein Einschlagkrater auf dem Mond. Er liegt auf der nördlichen Hemisphäre auf dessen Rückseite.
| Buchstabe | Position            | Durchmesser | Link |
| --------- | ------------------- | ----------- | ---- |
| A         | 51,78° N, 154,34° O | 21 km       |      |
| E         | 46,31° N, 158,72° O | 15 km       |      |
| N         | 43,23° N, 152,18° O | 22 km       |      |
| X         | 47,74° N, 149,59° O | 23 km       |      |
| Z         | 48,69° N, 152,92° O | 27 km       |      |

Der Krater wurde 1970 von der IAU nach den beiden amerikanischen Astronomen Leon Campbell (1881–1951) und William Wallace Campbell (1862–1938) benannt.